# Carré (Einheit)
Der Carré, auch Quarré, war ein Flächenmaß auf Trinidad, Martinique, St. Lucia und verschiedenen französischen westindischen Inseln. Unterschiede des Maßes an den verschiedenen Orten in den Nachkommastellen sind vernachlässigbar klein. Zehntausend Schritt (Pas carrés) waren das Maß.
- 1 Carré = 18526 ¼ Quadrat-Varas = 129,17 Ar
- Martinique: 1 Carré = 122,5 Pariser Fuß (alt) = 129,26 Ar
- Guadeloupe: 1 Carré = 90 Pariser Fuß (alt) = 94,97 Ar

Der Carré war als Feldmaß auch in Französisch-Indien verbreitet.
- 1 Carré = 3 Vélys = 60 Mas/Canis = 6000 Cougis
  - 1 Cougi = 13,3055 Quadratmeter
  - 1 Mas/Cani = 13,3055 Ar